# Црква Светог Николе у Баљевцу
Црква Светог Николе у Баљевцу на Ибру, на основу архитектонских одлика грађевине, потиче са краја XII или почетка XIII века. Иако се налазила у самом средишту тадашње Србије, о њој нема писаних извора пре XVIII века. Радови на заштити њене архитектуре изведени су 1935. и 1936. године и тада је преко ње постављена кровна конструкција која почива на девет стубова постављених око саме грађевине, док су конзерваторски радови на њеном живопису рађени 1969. године.
Данас се Црква Светог Николе налази под заштитом Републике Србије, као споменик културе од великог значаја, а по карактеристикама јој је слична оближња Црква Светог Николе у Шумнику.

## Архитектура и живопис
Црква има основу једнобродне грађевине, њена унутрашњост је пиластрима подељена на три травеја, док се на источној страни налази широка олтарска апсида. Направљена је од крупног, тесаног камења, са прозорским оквирима од, највероватније радочелског, мермера беле боје, док су јој фасаде подељене слепим луковима, карактеристичним за романичко градитељство у Приморју.
Живопис у унутрашњости цркве је очуван само делимично, у нижим деловима, а на основу стила, датира се у средину XIV века. Његов најзанимљивији део свакако је циклус фресака посвећених храмовном свецу, због необичних композиционих решења и приказивања чуда светог Николе, без сцена из његовог живота.

## Галерија
- Општина Рашка - Црква Светог Николе у Баљевцу
- Општина Рашка - Црква Светог Николе у Баљевац
- Општина Рашка - Црква Светог Николе у Баљевац